# Ghana (Mbeya CC)
Ghana ist ein Verwaltungsbezirk (Ward) des Distrikts Mbeya (CC) in der tansanischen Region Mbeya. Er grenzt im Westen an den Bezirk Nonde, im Norden an Nsoho, im Osten an Sisimba, im Südosten an Maendeleo und im Südwesten an den Bezirk Majengo.

## Geografie
Ghana ist ein kleiner Stadtrand-Bezirk nördlich des Zentrums der Regionshauptstadt Mbeya. Die Fläche des Bezirks beträgt 1,8 Quadratkilometer und bei der Volkszählung 2022 lebten hier 3844 Menschen in 1255 Haushalten.

## Gliederung
Der Bezirk besteht aus drei Stadtteilen (Mtaa):
- Mbata
- Ghana Mashariki
- Ghana Magharibi

## Wirtschaft und Infrastruktur
- Bildung: Die Legico Secondary School ist eine staatliche Tagesschule die Jugendliche bis zur 4. Stufe ausbildet.[5] Die Loleza Girls Secondary School ist eine Mädchenschule.[6]